# 陳振宗

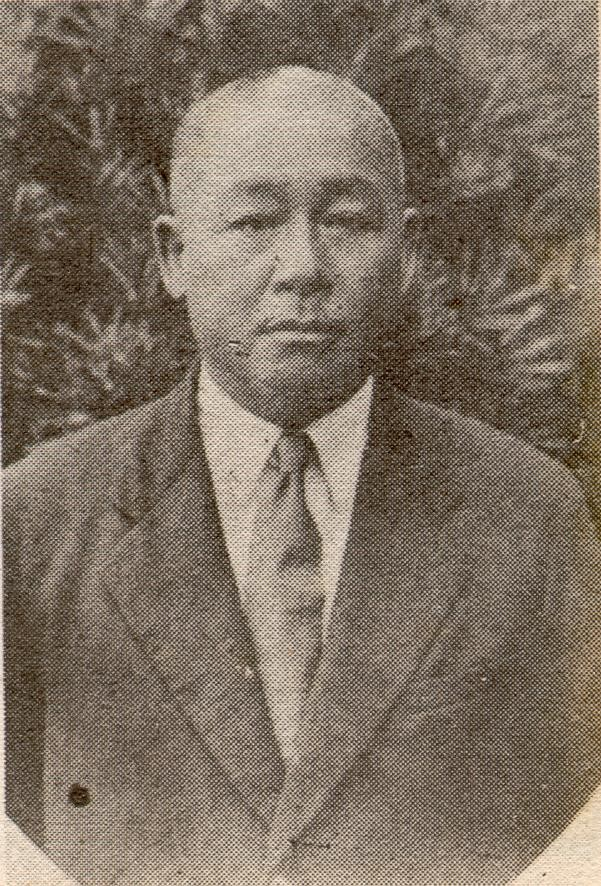
陳振宗

陳振宗（1892年—1951年10月8日），字曄璿:103，中華民國（臺灣）政治人物，臺東縣人，基督徒:101。曾於臺灣日治時期擔任臺東街協議會員、製糖會社雇員、臺東街助役、臺東警務課囑託、行政司法代書等職。1950年擔任第一屆民選臺東縣縣長。惟1951年10月即逝世，在任不足一年。

## 生平
陳振宗的父系祖先於滿清時代渡海來臺，同治末年，其父陳開勳隨軍隊移駐臺東。光緒十八年（1892年）陳振宗出生，幼年就讀臺東公學校，1907年畢業:103，同年進入總督府國語學校師範部乙科，1911年畢業後先後任教於都鑾公學校、臺東公學校:103，1917年辭去教職，往公職發展，進入臺東製糖株式會社工作，任甘蔗品評會事務委員:103，同年7月於鹿野移民村完成《阿美語稿》，受到臺灣勸業共進會表揚:103。1919年離開臺東製糖株式會社，擔任廣鄉產業株式會社臺東支店長，一年多後辭職:103，1920年任臺東街協議會員、臺東街助役:103。1924年間，先後擔任臺東廳第三種所得稅調查委員、通譯事務囑託、庶務課、警務課警務係、稅務課徵收係、調停課等職，並於同年獲臺灣總督府頒授紳章:103。臺東街助役任期滿後，轉任臺東廳通譯。因其擔任臺東街協議會員著有勞績，於1935年獲總督府頒獎表揚，同年被推舉為臺東商業協會代表，出席全島實業大會:104。
由於其父系祖先與當地八社族的原住民女子通婚。所以陳振宗除了臺語外，還通曉數種原住民語。此外，他與平地人社會有良好的關係，在原住民也有酋長級的地位。:337:58陳振宗也曾在初鹿部落創立「斑鳩農場」，占地200甲，園內栽種甘蔗、水果等作物，他在公餘時間常至此處休閒:103。
1946年，陳振宗當選臺東縣參議會議員，並獲推舉為議長。1947年當選第一屆國民大會臺灣省代表，赴南京參加國民大會:337:103，並同時當選臺灣省參議會議員，兼任臺東縣農會理事長、憲政督導會委員、臺東新報社社長、臺灣省農會理事等職:104。1947年二二八事件爆發，3月14日，臺東縣參議會議員在臺東縣政府召開大會，成立「臺東縣時局處理委員會」，推選陳振宗擔任主任委員:96。1950年受聘為臺灣省文獻委員會委員:103，同年參選首屆臺東縣縣長選舉，當選臺東縣第一屆民選縣長，同年11月16日到臺東縣政府就職，並舉行接事典禮。
1951年10月8日，陳振宗因積勞成疾，在下午1點35分於臺東縣長官邸逝世，死因是心臟病，死後葬於斑鳩農場。

## 紀念
- 1951年10月13日上午9點，各界為陳振宗舉行公祭儀式[10]。

- 為紀念陳振宗生前對地方的貢獻，臺東仕紳於1955年建立紀念碑。紀念碑在1955年1月3日進行揭幕儀式，並於上午10點舉行棒球比賽以及籃球比賽[11]。

## 外部連結
- 臺東市陳振宗紀念碑 （页面存档备份，存于）

| 政府职务    | 政府职务                                | 政府职务                    |
| ----------- | --------------------------------------- | --------------------------- |
| 臺東縣政府  |                                         |                             |
| 前任： 羅理 | 臺東縣縣長 第1屆 1950年11月－1951年10月 | 盧明（代理） 吳金玉（正式） |